# Rīngas
Rīngas är en ort i Indien.   Den ligger i distriktet Sīkar och delstaten Rajasthan, i den nordvästra delen av landet, 220 km sydväst om huvudstaden New Delhi. Rīngas ligger 475 meter över havet och antalet invånare är 25 171.
Terrängen runt Rīngas är platt. Runt Rīngas är det tätbefolkat, med 319 invånare per kvadratkilometer. Närmaste större samhälle är Sri Mādhopur, 11,7 km norr om Rīngas. Trakten runt Rīngas består till största delen av jordbruksmark.